# 中予地方

深粉色地區是中予地方

中予地方（日语：〔〕／ Chūyo Chihō）是愛媛縣中部地區的通稱，包括松山市、伊予市、東溫市、上浮穴郡（久萬高原町）、伊予郡（砥部町、松前町）。明治時期，喜多郡（現大洲市和內子町）也屬於中予地方。中予地方擁有四國人口最多的城市松山市，伊予市、東溫市等城市則是松山市的衛星城市。

## 外部連結
- 愛媛縣中予地方局（页面存档备份，存于）